# Der Tod in Venedig

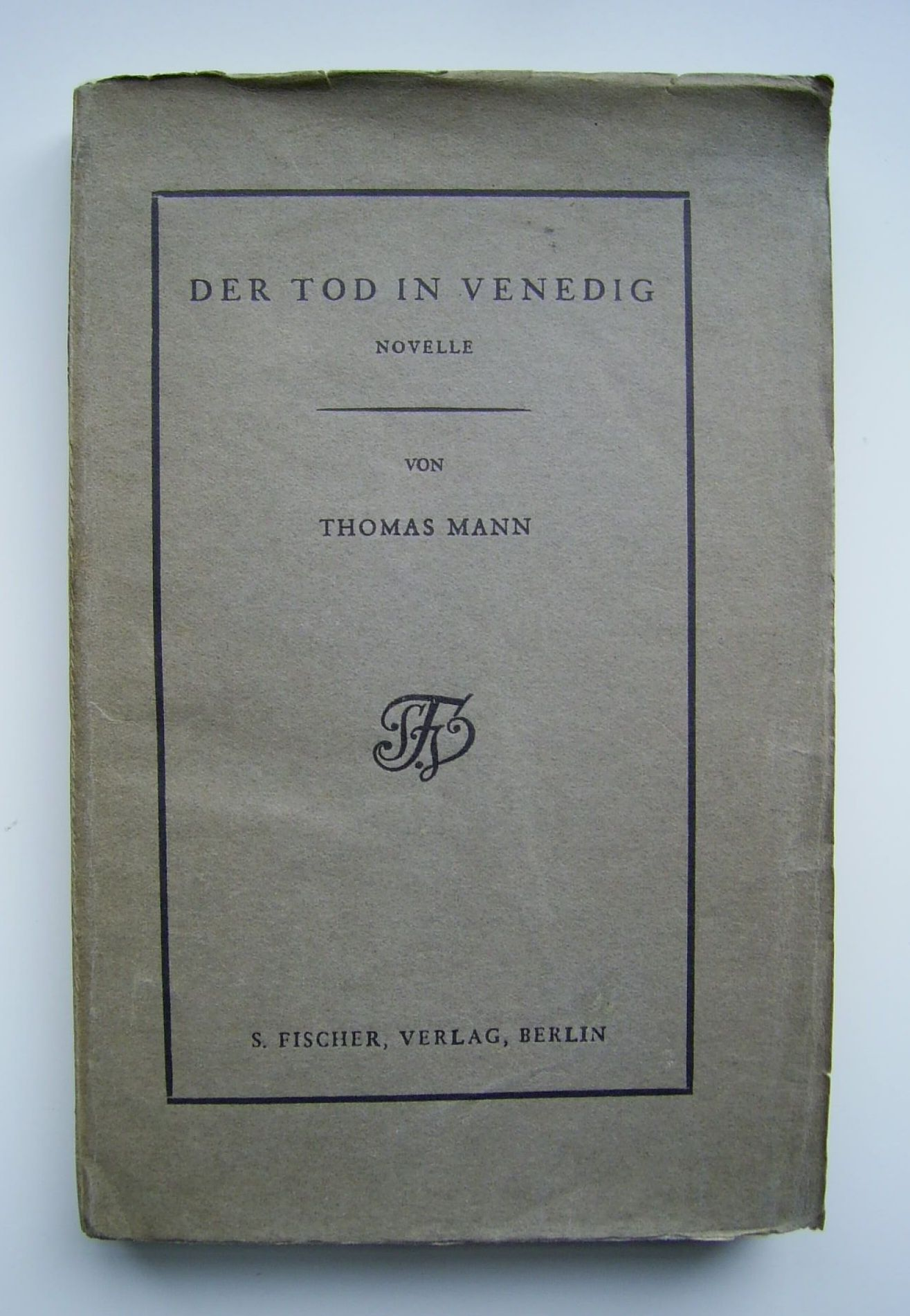
Original-Verlagsbroschur der Erstauflage im S. Fischer Verlag, Berlin 1913

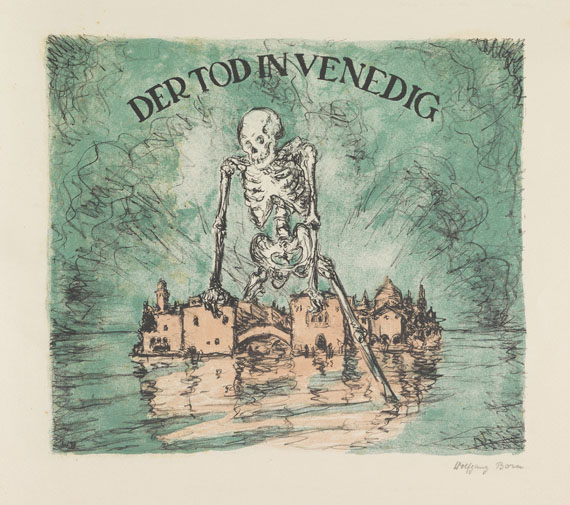
Wolfgang Born: Lithographien zu Der Tod in Venedig (1921)

Der Tod in Venedig ist eine Novelle von Thomas Mann, die 1911 entstanden ist. Sie erschien zunächst als Vorzugsausgabe in einer Auflage von 100 nummerierten und von Thomas Mann signierten Exemplaren, danach in der Neuen Rundschau und ab 1913 als Einzeldruck im S. Fischer Verlag.
Thomas Mann nannte seine Novelle die Tragödie einer Entwürdigung: Gustav von Aschenbach, ein berühmter Schriftsteller von etwas über 50 Jahren und schon länger verwitwet, hat sein Leben ganz auf Leistung gestellt. Eine sommerliche Erholungsreise führt ihn nach Venedig. Dort beobachtet er am Strand täglich einen schönen Knaben, der mit seiner eleganten Mutter und seinen Schwestern samt Gouvernante im selben Hotel, dem Bäderhotel, wohnt. In ihn verliebt sich der Alternde. Er bewahrt zwar stets eine scheue Distanz zu dem Knaben, der späte Gefühlsrausch jedoch, dem sich der sonst so „selbstgestrenge“ von Aschenbach nun willenlos hingibt, macht aus ihm letztlich einen würdelosen Greis.

## Inhalt

### Erstes Kapitel
Anfang Mai 1911 (im Jahr der zweiten Marokkokrise) unternimmt der über 50-jährige, für seine Werke geadelte Schriftsteller Gustav von Aschenbach einen Spaziergang durch den Englischen Garten in München, der ihn bis vor den „Nördlichen Friedhof“ führt. Auf der Freitreppe zur Aussegnungshalle fällt ihm ein seltsamer Mann in Wanderkleidung auf, der ihn „so kriegerisch, so gerade ins Auge hinein“ anblickt, dass Aschenbach sich abwendet. Im Weitergehen wirkt das Wanderhafte in der Erscheinung des Fremden in Aschenbach nach. Eine seltsame Ausweitung seines Inneren wird ihm ganz überraschend bewusst, eine Art schweifender Unruhe, die er sich als Reiselust deutet. Er überlässt sich der pflichtwidrigen Anfechtung und meint, eine Abwechslung tue ihm gut, „etwas Stegreifdasein, Tagedieberei, Fernluft und Zufuhr neuen Blutes“: Gustav von Aschenbach beschließt zu verreisen.

### Zweites Kapitel
Herkunft, Lebensweg und Charakter Aschenbachs werden beschrieben, dazu seine Werke, ihr literarischer Stellenwert und ihre Publikumswirkung.
Aschenbach ist schon lange verwitwet und lebt allein. Sein ganzes Streben ist auf Ruhm ausgerichtet. Keineswegs von robuster Natur, muss er sich künstlerische Leistungen täglich neu abringen. Mit dieser Selbstdisziplin verwirklichen sich Anlagen von Vorfahren auf väterlicher Seite, überwiegend höheren Beamten im preußischen Schlesien. Der Großvater mütterlicherseits war Musiker. Von dieser Seite kommt sein künstlerisches Talent.

### Drittes Kapitel
Aschenbach ist, zuletzt auf dem Seeweg von Triest über Pola, auf einer Insel nahe der istrischen Adriaküste angekommen. Es regnet. Der Strand ist enttäuschend, nicht „sanft und sandig“, er vermittelt kein „ruhevoll inniges Verhältnis zum Meere“. Einer plötzlichen Eingebung folgend, reist er per Schiff nach Venedig, das er schon als junger Mann mehrfach besucht hat. Im Schiffsinneren fertigt ihn ein schmieriger Zahlmeister ab und lobt sein Reiseziel in phrasenhaften Wendungen. An Deck beobachtet er einen grell geschminkten Alten, der sich einer Schar junger Männer angeschlossen hat und bemüht ist, diese an Jugendlichkeit zu übertreffen, indem er zu viel raucht und trinkt und durch anzügliche Bemerkungen aufzufallen versucht. In Venedig angekommen, will Aschenbach mit der Gondel zur Vaporetto-Station. Der einsilbige Gondoliere jedoch rudert ihn eigenmächtig über die Lagune zum Lido. Dort angekommen, entfernt sich Aschenbach kurz, um Geld für die Bezahlung der Überfahrt zu wechseln. Als er zurückkommt, ist der Gondoliere verschwunden. Vom Helfer mit dem Bootshaken, der am Landungsplatz postiert ist, erfährt er, dass der Mann der einzige Gondoliere sei, der keine Lizenz habe.
Abends entdeckt von Aschenbach in der Hotelhalle am Tisch einer polnischen Familie einen langhaarigen Knaben „von vielleicht vierzehn Jahren“, der ihm als „vollkommen schön“ erscheint. Er deutet seine Faszination als ästhetisches Kennertum, eine Kunstauffassung vertretend, die die Sinnlichkeit der Kunst verleugnet. Doch mit jedem Tag, den Aschenbach den jungen Tadzio am Strand beobachtet und bewundert, verfällt der Alternde dem Anblick des Jünglings mehr und mehr.
Das schwüle Wetter, die Mischung aus Seeluft und Scirocco bekommen von Aschenbach nicht. Er erinnert sich, dass er in früheren Jahren schon einmal wegen gesundheitlicher Gründe aus Venedig fliehen musste. Als ihn Schweiß- und Fieberanfälle befallen, bedauert er, auch diesmal die Stadt verlassen zu müssen, und beschließt, nach Triest zu reisen. Auf dem Bahnhof stellt sich aber heraus, dass sein Koffer versehentlich nach Como abgeschickt wurde, eine Komplikation, die Aschenbach zum willkommenen Vorwand nimmt, wieder in sein Hotel am Lido zurückzukehren, um dort die Rückkehr seines Gepäcks abzuwarten. „In sich hineinblickend“ erkennt er, dass ihm um Tadzios willen der Abschied so schwer geworden ist. Als sein Koffer zwei Tage später eintrifft, hat er den Gedanken an eine Abreise längst verworfen.

### Viertes Kapitel
Der sonst so kühle und nüchterne Aschenbach gibt sich ganz seinen Gefühlen hin und verfolgt die polnische Familie. Der Vergleich mit Sokrates, der den jungen Phaidros über die Rolle der Schönheit belehrt, und die antikisierende Sprache der Novelle beschreiben die mythische Verwandlung der Welt in den Augen Aschenbachs. Das Kapitel endet mit seinem Eingeständnis, dass er den Knaben liebe, obwohl Tadzio zuvor wie Narziss gelächelt habe.

### Fünftes Kapitel

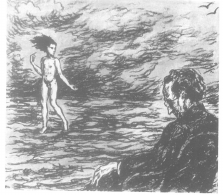
Wolfgang Born: Der Tod

Eine Cholera-Epidemie, von Indien kommend, hat Venedig erreicht. Mehrere Versuche, sich bei Einheimischen über die Seuche zu informieren, schlagen fehl. Auch der diabolische Anführer einer kleinen Bande von Straßenmusikanten, die im Freien und zu später Stunde vor den Hotelgästen auftritt, gibt Aschenbach keine Auskunft. Die örtlichen Behörden wollen einen internationalen Aufruhr vermeiden. Anderntags klärt ihn schließlich der Angestellte eines englischen Reisebüros über die Choleragefahr auf. Trotzdem bleibt Aschenbach in der Lagunenstadt. Der von seinem späten Gefühlsrausch „Heimgesuchte“ verwirft den Gedanken, Tadzios Angehörige vor der Cholera zu warnen, um dessen Nähe nicht entbehren zu müssen.
Aschenbach hat nun alle Selbstachtung verloren. Um zu gefallen, lässt er sich vom Coiffeur des Hotels die Haare färben und schminken. Er ist damit auf der Stufe des geckenhaften Alten angekommen, dessen gewollte Jugendlichkeit er mit Widerwillen auf der Herfahrt beobachten musste. Infiziert durch überreife Erdbeeren, die er bei einem Streifzug durch die Gassen Venedigs gekauft hatte, stirbt Aschenbach an der Cholera, während er aus seinem Liegestuhl Tadzio ein letztes Mal am Strand beobachtet. Dabei erscheint es dem Sterbenden, als lächle und winke der Knabe ihm von weitem zu und deute mit der anderen Hand hinaus aufs offene Meer. „Und, wie so oft, machte er sich auf, ihm zu folgen.“

## Form
Thomas Mann selbst hat den Tod in Venedig in seinem Lebensabriss die „Tragödie einer Entwürdigung“ genannt und dabei den Begriff Tragödie durchaus wörtlich gemeint, denn seine Novelle weist gleich mehrere klassizistische Merkmale auf:
- die Unterteilung in fünf Kapitel analog den fünf Akten des klassischen Dramas, einschließlich der
- horazischen Fünfgliedrigkeit in Exposition, Komplikation, Peripetie, Retardation und Katastrophe;
- die mythologische Tiefenperspektive der Handlung;
- die mehrfachen Rekurse auf Platons Dialog Phaidros;
- die den Chor der griechischen Tragödie parodierenden Straßenmusikanten, die zugleich an den
- Ursprung des Theaters im Kult des Dionysos erinnern, und
- den zeitweilig (Viertes Kapitel) antikisierenden Sprachrhythmus.

### Künstlerproblematik
Thomas Mann beschreibt das Scheitern eines asketischen, ausschließlich auf Leistung ausgerichteten Lebens, das ohne zwischenmenschlichen Halt auskommen muss. Einsam, ausgeschlossen vom Glück sorgloser Leichtlebigkeit, hart arbeitend, erreicht Gustav von Aschenbach mit seinem schriftstellerischen Werk Ruhm und Größe. Stolz auf seine Leistungen, ist er aber voller Misstrauen in seine Menschlichkeit und ohne Glauben, dass man ihn lieben könne. Da tritt ein Knabe in sein Leben, dessen androgyne Anmut für Aschenbach zur Inkarnation vollkommener Schönheit wird. Seine Faszination und Leidenschaft für dieses Idealbild rechtfertigt er mit philosophischen Argumenten, indem er in seinen Tagträumen wiederholt den platonischen Dialog zwischen Sokrates und Phaidros heranzieht und für seine Zwecke modifiziert und ästhetisch reflektiert:
Die Schönheit sei „die einzige Form des Geistigen, welche wir sinnlich empfangen, sinnlich ertragen können.“ Nur sie sei „göttlich und sichtbar zugleich, und so ist sie denn also des Sinnlichen Weg“ und daher „der Weg des Künstlers zum Geiste. Glaubst du nun aber, mein Lieber, daß derjenige jemals Weisheit und wahre Manneswürde gewinnen könne, für den der Weg zum Geistigen durch die Sinne führt?“ Wie sein selbstkritischer Autor Thomas Mann sieht auch Aschenbach die Scharlatanerie alles Künstlerischen: „Siehst du nun wohl, daß wir Dichter nicht weise noch würdig sein können? Daß wir notwendig in die Irre gehen, notwendig liederlich und Abenteurer des Gefühls bleiben? Die Meisterhaltung unseres Stiles ist Lüge und Narrentum, unser Ruhm und Ehrenstand eine Posse, das Vertrauen der Menschen zu uns lächerlich“. Und wie der Autor, so sieht auch sein Protagonist die fragwürdigen Seiten des Künstlers, der den Tod in Venedig nicht zufällig findet, sondern wissentlich sucht: „fortan gilt unser Trachten einzig der Schönheit, das will sagen der Einfachheit, Größe und neuen Strenge, der zweiten Unbefangenheit und der Form. Aber Form und Unbefangenheit, Phaidros, führen zum Rausch und zur Begierde, führen den Edlen vielleicht zu grauenhaftem Gefühlsfrevel, den seine eigene schöne Strenge als infam verwirft, führen zum Abgrund, zum Abgrund auch sie. Uns Dichter, sage ich, führen sie dahin, denn wir vermögen nicht, uns aufzuschwingen, wir vermögen nur auszuschweifen.“

### Todesmotive
Ein zentrales Motiv der Novelle ist der Todesbote, der in wechselnder Gestalt auftritt:
- Erstmals in der „des Fremden“ vor der Friedhofshalle. In dem Blickduell, das er mit Aschenbach führt, unterliegt dieser und sieht, ohne es schon zu wissen, dem Tod in die Augen. Sich selbst täuschend, deutet er die so ausgelöste Unruhe und „seltsame Ausweitung seines Inneren“ als Reiselust.
- Der gespenstisch wirkende Zahlmeister während der Schiffsreise nach Venedig erinnert an den Totenschiffer Charon, der in der Vorstellung der griechischen Antike die Verstorbenen in den Hades übersetzte und dafür als Fährmannslohn einen Obolus erhielt.
- Todesboten sind auch der Gondoliere, der Aschenbach über die Lagune rudert, und der freche Sänger und Anführer eines Trupps von Straßenmusikanten. Gemeinsam mit dem Reisenden vor der Aussegnungshalle ist allen dreien, dass sie als Fremde, rothaarig, bartlos,[7] schmächtig, mit vorspringendem Adamsapfel, bleich und stumpfnäsig beschrieben werden. Ihr Fremdsein wird immer mehr, besonders dann in der Gestalt des Gitarristen und Sängers, zu einem Merkmal des Dionysischen. Der mythologischen Forschung am Anfang des zwanzigsten Jahrhunderts galt Dionysos noch als eine ursprünglich dem Griechentum fremde Gottheit, die aus Kleinasien nach Griechenland gekommen war.
- Das Motiv des Todesboten gipfelt in der Figur des anmutigen Tadzio. Im Schlussbild der Novelle meint der Sterbende, Tadzio lächle ihm zu und deute vom Meeresufer aus mit der Hand „ins Verheißungsvoll-Ungeheure“. Diese Geste macht aus Tadzio eine Hermes-Inkarnation, denn zu den Aufgaben dieser Gottheit gehörte es, die Seelen der Verstorbenen in die Totenwelt zu führen.

Weitere Todessymbole:
Erstes Kapitel:
- Der Name des tragischen Helden. Die Wortverbindung assoziiert beim Leser unterschwellig „Asche in einen Bach“ als eine Art Bestattung. (S. 9 Z. 1)
- Der Friedhofseingang. (S. 10 Z. 13)
- Die Ausstellungsstücke des Steinmetz-Betriebes, die ein „unbehaustes Gräberfeld“ imitieren.
- Abendstimmung. (S. 10 Z. 21)
- Die Schriftworte über dem Eingang der Aussegnungshalle, „Sie gehen ein in die Wohnung Gottes“ oder „Das ewige Licht leuchte ihnen“. (S. 11 Z. 3)
- Adjektive, wie z. B. die „apokalyptischen“ Tiere (S. 11 Z. 10)
- Die Physiognomie des Reisenden vor der Aussegnungshalle, deren Beschreibung an einen Totenschädel denken lässt.

Drittes Kapitel:
- Die venezianische Gondel, von der Schwärze eines Sarges, die ihren Passagier „wohlig erschlaffen“ lässt.
- Der „Fieberdunst“ der Lagune, die „üblen Ausdünstungen der Kanäle“ lassen an die Vorstellung des Miasma denken und weisen auf Krankheit und Tod voraus.
- Das Meer mit seiner Wirkung des „Ungegliederten, Maßlosen, Ewigen, des Nichts“. In Thomas Manns Metaphorik ist das Meer ein Todessymbol: „Denn Liebe zum Meer ist nichts anderes als Liebe zum Tode“ schreibt er 1922 in seinem Essay Von Deutscher Republik. Von Aschenbach sieht Tadzio täglich bei seinen Spielen am Strand zu, „und die erhabene Tiefsicht des Meeres war immer seiner Erscheinung Folie und Hintergrund“.

Fünftes Kapitel:
- Der Granatapfel-Saft, den Aschenbach nach der Vorstellung der Straßenmusikanten zu Ende trinkt. Das Getränk spielt auf den Persephone-Mythos an: Wer vom Granatapfel des Hades gekostet hat, kann nicht mehr zur Oberwelt zurückkehren, ganz gleich, ob er Sterblicher oder Gottheit ist. Die Todessymbolik bekräftigt Thomas Mann mit dem inneren Bild einer Sanduhr, das er in dieser Situation bei von Aschenbach entstehen lässt.

### Mythologische Motive
Von Aschenbach gibt sich ganz der Bewunderung des Knaben hin. „Das war der Rausch; und gierig hieß der alternde Künstler ihn willkommen“. Nach Art der Dialoge Platons imaginiert „der Enthusiasmierte“ Gespräche mit dem Bewunderten. In ihnen bricht er mit seiner apollinischen, zuchtvollen Lebenssicht. „[…], denn der Leidenschaft ist, wie dem Verbrechen, die gesicherte Ordnung und Wohlfahrt des Alltags nicht gemäß.“ Er erkennt die Sinnlichkeit der Kunst und monologisiert: „[…] du musst wissen, dass wir Dichter den Weg der Schönheit nicht gehen können, ohne dass Eros sich zugesellt und sich zum Führer aufwirft.“ Doch damit beschönigt von Aschenbach. Nicht Eros leitet ihn. Dionysos ist es, dem er verfallen ist. Von ihm seines apollinisch-klaren Weltbildes beraubt, meint von Aschenbach, dem Künstler sei „eine unverbesserliche und natürliche Richtung zum Abgrunde eingeboren“.
Einen wilden Höhepunkt findet von Aschenbachs Entartung in dem Traum des fünften Kapitels. Er gerät unter die zügellos Feiernden eines antiken Dionysos-Kultes. „Aber mit ihnen, in ihnen war der Träumende nun dem fremden Gotte gehörig. Ja, sie waren er selbst, als sie reißend und mordend sich auf die [Opfer-]Tiere hinwarfen und dampfende Fetzen verschlangen, als auf zerwühltem Moosgrund grenzenlose Vermischung begann, dem Gotte zum Opfer. Und seine Seele kostete Unzucht und Raserei des Unterganges.“
Weitere mythologische Anspielungen:
- Der Fremde vor dem Eingang der Aussegnungshalle, erhöht auf der Freitreppe stehend, ist mehr als eine Randfigur. Er ist zugleich Allegorie. So tritt er auch auf: Es bleibt offen, woher er gerade hergekommen ist, und ebenso spurlos ist er wieder verschwunden. Mythologisch lässt er sich sowohl als Thanatos wie auch als Dionysos [Motiv des Weitgereisten und Fremdseins] verstehen. Seine Haltung mit den gekreuzten Füßen schließlich erinnert außerdem an eine typische Pose antiker Hermes-Skulpturen.
- Der Gondoliere rudert von Aschenbach nicht zur Vaporetto-Station, sondern gegen dessen Willen über die Lagune zum Lido. Nachdem zuvor die Gondel mit einem Sarg verglichen worden ist, entsteht beim Leser eine Charon-Assoziation. Die letzte Überfahrt ist ebenfalls ohne Umkehr und der Fährmann bestimmt das Ziel.
- Das vierte Kapitel setzt ein mit mythologischen Bildern der griechischen Antike, in einer hymnischen Sprache und einem Silbenrhythmus, aus dem sich der eine und andere Hexameter herauslesen lässt. Überschreiben ließe es sich mit „mythische Verklärung der Welt“.
- Tadzio ist „das Werkzeug einer höhnischen Gottheit“, des rauschhaften und zügellosen Gottes Dionysos. Er ist zugleich aber auch Hermes Psychopompos, der Aschenbach letztendlich in den Tod bzw. das Meer geleitet.

### Décadence-Motive
Literaturgeschichtlich ist Der Tod in Venedig, entstanden am Vorabend des Ersten Weltkriegs, zugleich Höhe- und Endpunkt der Décadence-Literatur des zu Ende gegangenen 19. Jahrhunderts. Der Zauberberg (1924) zählt nicht mehr dazu. Er bildet den Übergang zur zweiten Hälfte seines Lebenswerkes. In dem Sanatoriumsroman verabschiedet sich Thomas Mann von der „Sympathie mit dem Tode“.
- Venedig selbst ist mit seinem „leis fauligen Geruch von Meer und Sumpf“ eines der zentralen Dekadenzsymbole in der Literatur der damaligen Zeit. Venedig ist auch die Stadt, wo der von Mann verehrte Richard Wagner seine musikalischen Inspirationen für Tristan und Isolde fand – und wo Wagner starb, ein Tod in Venedig.[10]
- Das Klima Venedigs bekommt Aschenbach nicht. Während des Versuches einer Abreise (drittes Kapitel) erkennt er die Stadt „als einen ihm unmöglichen und verbotenen Aufenthalt, dem er nicht gewachsen war.“ Aschenbachs Ohnmacht mündet schließlich im Todeswunsch. Von dem Angestellten eines englischen Reisebüros wusste er, dass die indische Cholera in der Stadt grassiert, dass kürzlich eine Grünwarenhändlerin an der Seuche gestorben war, „wahrscheinlich waren Nahrungsmittel infiziert worden, Gemüse, Fleisch oder Milch“. Deutsche Tagesblätter hatten zudem über „die Heimsuchung der Lagunenstadt“ berichtet. Trotzdem kauft er „in der kranken Stadt“ vor einem kleinen Gemüseladen „einige Früchte, Erdbeeren, überreife und weiche Ware, und aß im Gehen davon“.[11]
- Aschenbach hatte schon als Kind eine schwächliche Konstitution und war auf ärztlichen Rat vom Schulbesuch ausgeschlossen worden. Hauslehrer mussten ihn unterrichten. Seine Leistungen als Schriftsteller muss er sich mit äußerster Willensanspannung abringen, ständig am Rande der Erschöpfung. Seinen Heroismus, sein Ethos findet Aschenbach in der täglichen Überwindung von Schwäche. Da es sich bei seiner Liebe zu Tadzio um eine Reaktion des bisher Verdrängten handelt, entsteht daraus Perversion. „Paradoxerweise produziert so das Ästhetentum das Unästhetische, der falsche Kult des Schönen das Häßliche und Entstellte. Die ‚Zucht‘ führt zur Unzucht. Dies ist der Weg des einstmals ‚vorbildlichen‘ und sogar zur Ehre der Schulbücher gelangten Schriftstellers Aschenbach – die Tragödie des unschöpferischen Menschen der Décadence.“[12]
- Tadzios blasser Teint mutet kränklich an. Später fallen Aschenbach Tadzios ungesunde Zähne auf – bei Thomas Mann immer ein Zeichen für Dekadenz und Verfall. Aschenbach glaubt nicht, dass der Knabe einmal alt werden wird, und empfindet bei dieser Feststellung ein „Gefühl der Beruhigung oder Genugtuung“.
- Der alternde Künstler Aschenbach hat die kritische Schwelle erreicht, „wo die Kraft des Verdrängens und Disziplinierens erlischt. Diese Alterskrise ist mehr als individuell. Sie repräsentiert die Alterskrise der steril gewordenen bürgerlichen Kultur des 19. Jahrhunderts, die aus dem Stadium der durch bürgerliche ‚Moral‘ krampfhaft verdeckten Décadence in die offene übergeht.“[13]

## Selbstkommentare Thomas Manns
Am 4. Juli 1920 schreibt Thomas Mann dem Lyriker und Essayisten Carl Maria Weber (1890–1953): „Leidenschaft als Verwirrung und Entwürdigung war eigentlich der Gegenstand meiner Fabel, – was ich ursprünglich erzählen wollte, war überhaupt nichts Homo-Erotisches, es war die – grotesk gesehene – Geschichte des Greises Goethe zu jenem kleinen Mädchen in Marienbad, das er mit Zustimmung der streberisch-kupplerischen Mama und gegen das Entsetzen seiner eigenen Familie partout heiraten wollte, diese Geschichte mit allen ihren schauerlich komischen, zu ehrfürchtigem Gelächter stimmenden Situationen, […].“ Der Titel des Novellenplanes lautete: Goethe in Marienbad.
„Ein Gleichgewicht von Sinnlichkeit und Sittlichkeit wurde angestrebt […]. Daß aber die Novelle hymnischen Ursprungs ist, kann Ihnen nicht entgangen sein.“ Thomas Mann zitiert weiter aus seinem Gesang vom Kindchen eine Folge von sieben Hexametern, die sich auf die Venedignovelle beziehen. Die Sequenz schließt mit: „Siehe, es ward dir das trunkene Lied zur sittlichen Fabel.“ Er habe sich um der Modernität willen gezwungen gefühlt, „den ‚Fall‘ auch pathologisch zu sehen und dies Motiv (Klimakterium) mit dem symbolischen (Tadzio als Hermes Psychopompos) changieren zu lassen.“ „Etwas noch Geistigeres, weil Persönlicheres kam hinzu: die durchaus nicht ‚griechische‘, sondern protestantisch-puritanische (‚bürgerliche‘) Grundverfassung der erlebenden Helden nicht nur, sondern auch meiner selbst; mit anderen Worten: unser gründlich mißtrauisches, gründlich pessimistisches Verhältnis zur Leidenschaft selbst und überhaupt.“

## Biografische Bezüge

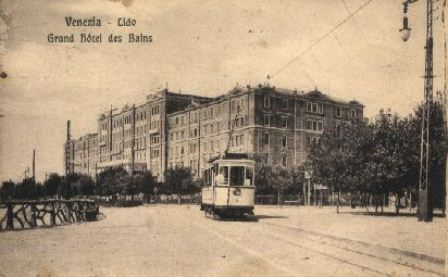
Das Grand Hotel des Bains war Aufenthaltsort Manns und diente auch für die Verfilmung als Drehort

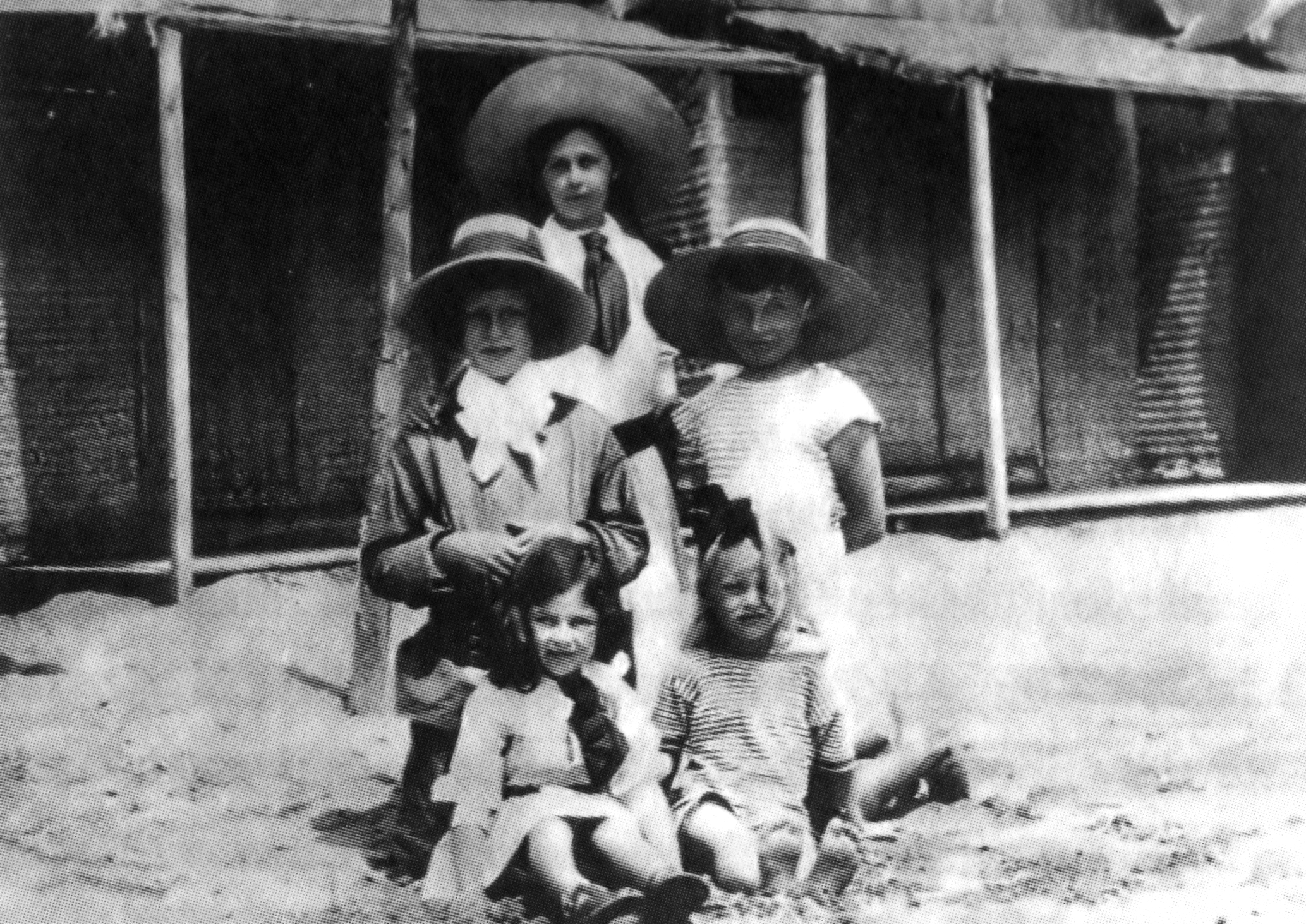
Władysław „Adzio“ Moes (hinten, Mitte) soll nach eigenen Angaben das Vorbild für „Tadzio“ gewesen sein (Venedig, 1911)

Die Erzählung weist mehrere Parallelen zur Biographie des Autors auf:
- Zahlreiche Begebenheiten der Novelle gehen auf eine Venedigreise der Familie Mann im Jahre 1911 zurück,[14] von der Katia Mann in „Meine ungeschriebenen Memoiren“ berichtet.

- Die mögliche Begegnung mit dem jungen polnischen Baron Władysław Moes (1900–1986) bei seinem Aufenthalt 1911 soll dann den Anstoß zu Der Tod in Venedig gegeben haben.[15] Dieser behauptete 1965 in der Zeitschrift twen (München): Ich war Thomas Manns Tadzio. Er vermutete dies hauptsächlich wegen seiner polnischen Herkunft und dem Spitznamen Adzio, den er als Kind getragen haben soll.[16] Jüngere Forschungsergebnisse bezweifeln diese Annahme insbesondere wegen des Fehlens weiterer passender Anknüpfungspunkte bzw. Widersprüchen.[17]
- Die Werke des Protagonisten Gustav von Aschenbach, die im zweiten Kapitel vorgestellt werden, sind identisch mit bereits abgeschlossenen bzw. geplanten Arbeiten Thomas Manns, auch wenn ihre Titel für die Novelle leicht verfremdet wurden.
- In seinem Essay über Adelbert von Chamisso, der 1911 während der Arbeit an Der Tod in Venedig entstanden ist, hat sich Thomas Mann pointiert über die geheime Identität von Autor und Fabelheld geäußert: „Es ist die alte, gute Geschichte: Werther erschoß sich, aber Goethe blieb am Leben.“
- „Dies ist eine sonderbare moralische Selbstzüchtigung durch ein Buch.“ Mit dieser autobiografischen Bemerkung kommentiert Thomas Mann im Lebensabriß (1930) seine Venedig-Novelle.

Nach Tonio Kröger, den er „eine Art Selbstporträt“ genannt hat, suchte Thomas Mann die Lebensform des Künstlers und Dichters zu beenden, der er „stets mit dem äußersten Misstrauen gegenüberstand“ – so rückblickend in der autobiografischen Skizze Im Spiegel (1907). Er gab sich eine „Verfassung“ und heiratete die Millionärstochter Katia Pringsheim. In der Zeit der Werbung um Katia Pringsheim schrieb er seinem Bruder: „Ich fürchte mich nicht vor dem Reichthum.“ Zur Hochzeit ist Heinrich Mann nicht gekommen. Katia Mann hat er zeitlebens gesiezt.
Die Ehe verordnete Thomas Mann sich als „ein strenges Glück“ – nicht ohne Skepsis: „Wer schon vor ‚Königliche Hoheit‘ einen ‚Friedrich‘ plante,“ „hat wohl nie so ganz innerlich an ein ‚strenges Eheglück‘ geglaubt“. Mit dem in den ersten Ehejahren entstandenen Roman Königliche Hoheit (1909) erreichte Thomas Mann vorerst nicht wieder die Höhe seiner schriftstellerischen Möglichkeiten. Der Tod in Venedig aber wurde ein Meisterwerk. „Es stimmt einmal Alles, es schießt zusammen, und der Kristall ist rein.“ Thomas Mann hat „Gustav von Aschenbach“ stellvertretend für sich sterben lassen und sich fortan akzeptiert. Die Lebenslüge vom „strengen Eheglück“ ließ er fallen.
Für Katia Mann, die in der Venedig-Novelle die homoerotische Orientierung ihres Mannes erkannt hatte, folgte eine längere Zeit mit Kränklichkeit und verschiedenen Sanatoriumsaufenthalten, dessen bekanntester auf Davos fiel. In Davos fand Thomas Mann die Inspiration zu Der Zauberberg, als er besuchsweise dort einige Wochen verbrachte. Nach Der Tod in Venedig, nach Aufgabe der Willensanstrengung, ein „strenges Eheglück“ zu leben, war es von nun an tiefe Dankbarkeit, die ihn mit seiner Frau Katia verband und die sich als sehr tragfähig erweisen sollte.

## Adaptionen
1971 wurde die Novelle von dem italienischen Regisseur Luchino Visconti unter dem Titel Morte a Venezia (deutsch: Tod in Venedig) mit Dirk Bogarde als Aschenbach verfilmt.
1973 wurde Benjamin Brittens Oper Death in Venice beim Aldeburgh Festival uraufgeführt.
John Neumeier choreographierte und inszenierte das Ballett Tod in Venedig, das er als „Totentanz, frei nach Thomas Mann“ bezeichnete. Er verwendete dafür zum einen Werke von Johann Sebastian Bach, vorwiegend das Musikalische Opfer, zum anderen verschiedene Kompositionen von Richard Wagner, darunter das Vorspiel und Isoldes Liebestod aus Tristan und Isolde. Die Uraufführung fand am 7. Dezember 2003 in Hamburg statt. Es tanzte das Hamburg Ballett. Aschenbach, der in dieser Fassung Choreograph ist, wurde von Lloyd Riggins, Tadzio von Edvin Revazov getanzt.

### Textausgaben

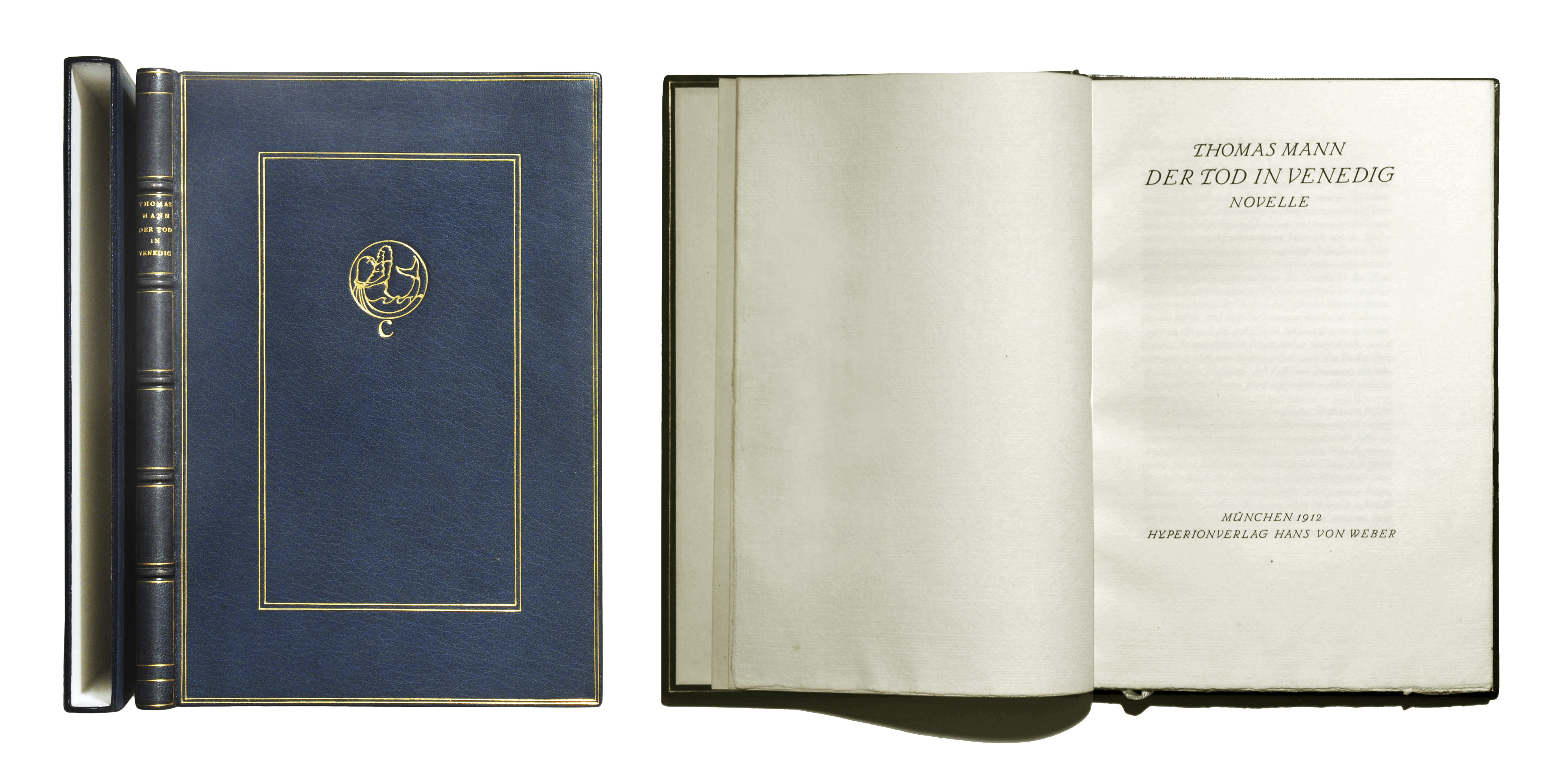
Erstdruck, München 1912. Hyperionverlag Hans von Weber
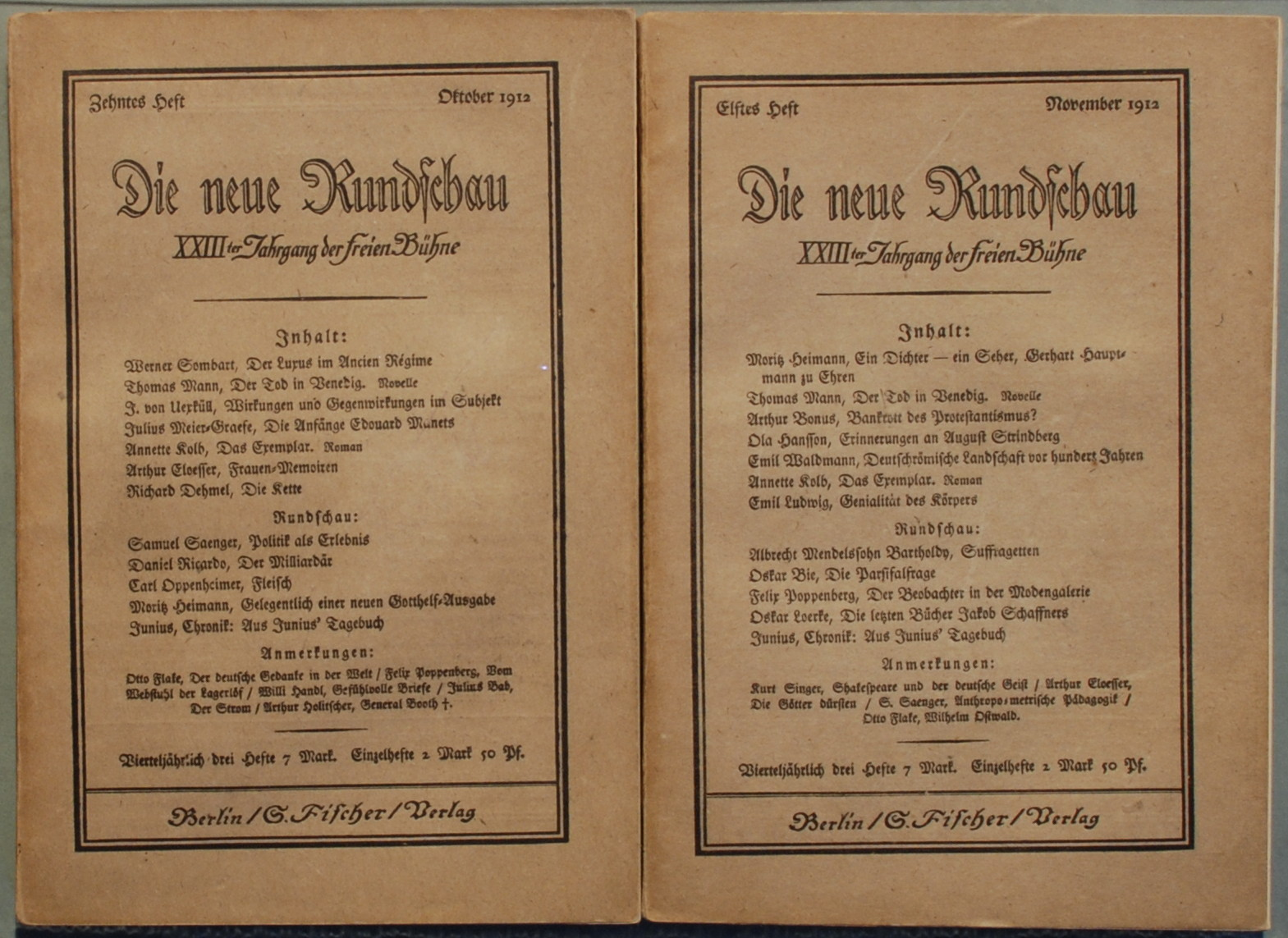
2. Druck 1912. In: Die neue Rundschau
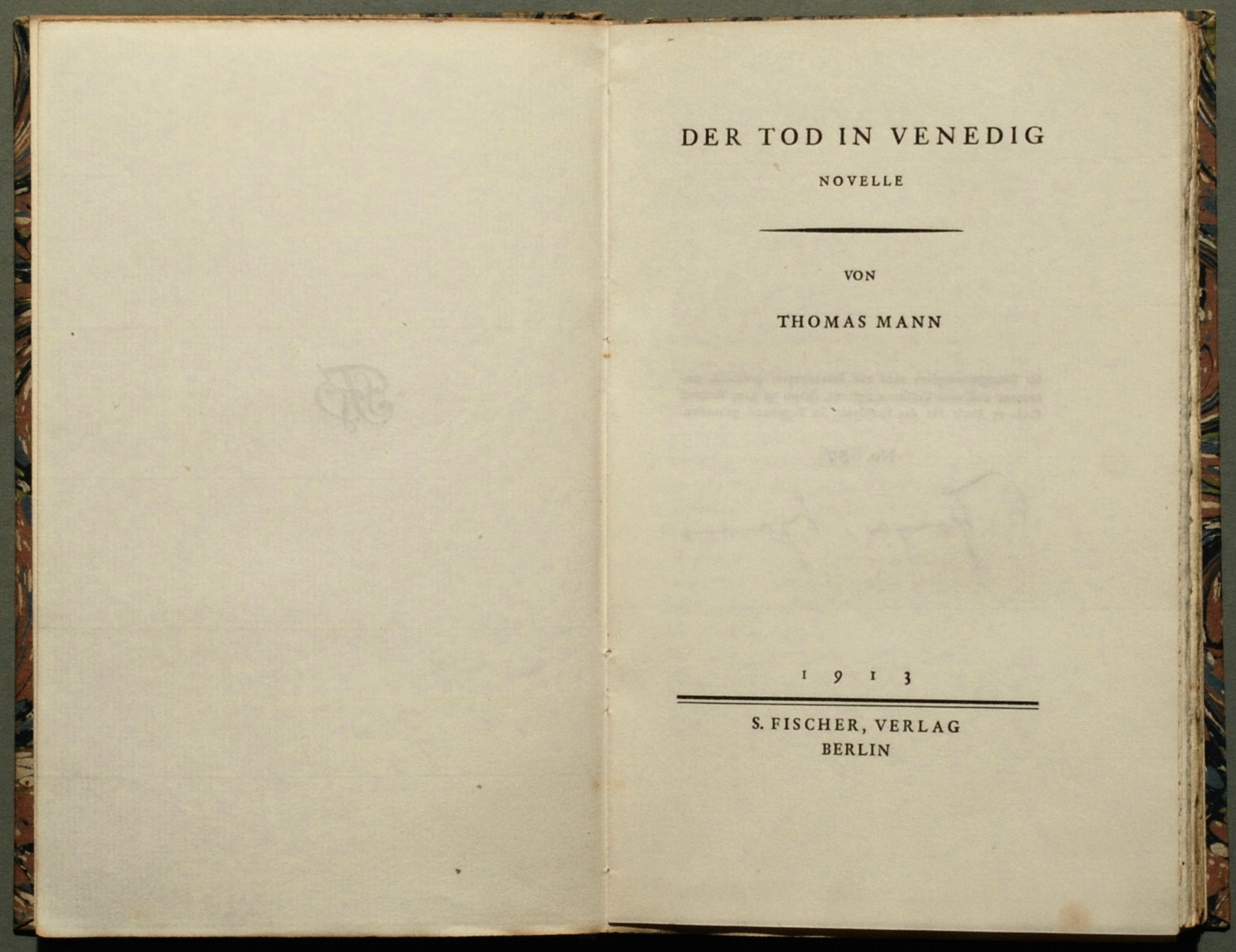
Erstausgabe des Verlags S. Fischer, 1913 (3. Druck)
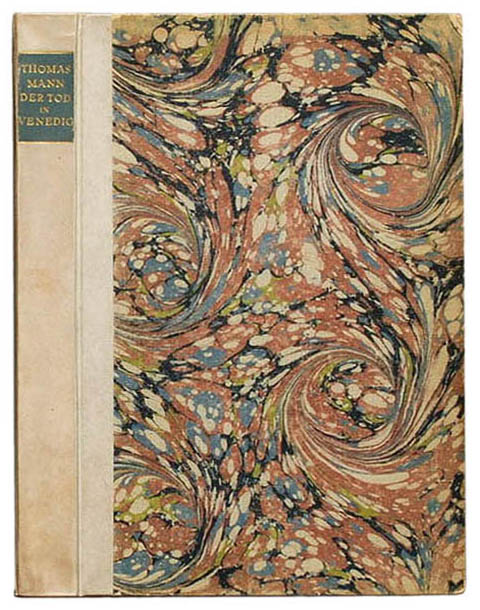
3. Druck 1913, Halbpergament S. Fischer, Berlin
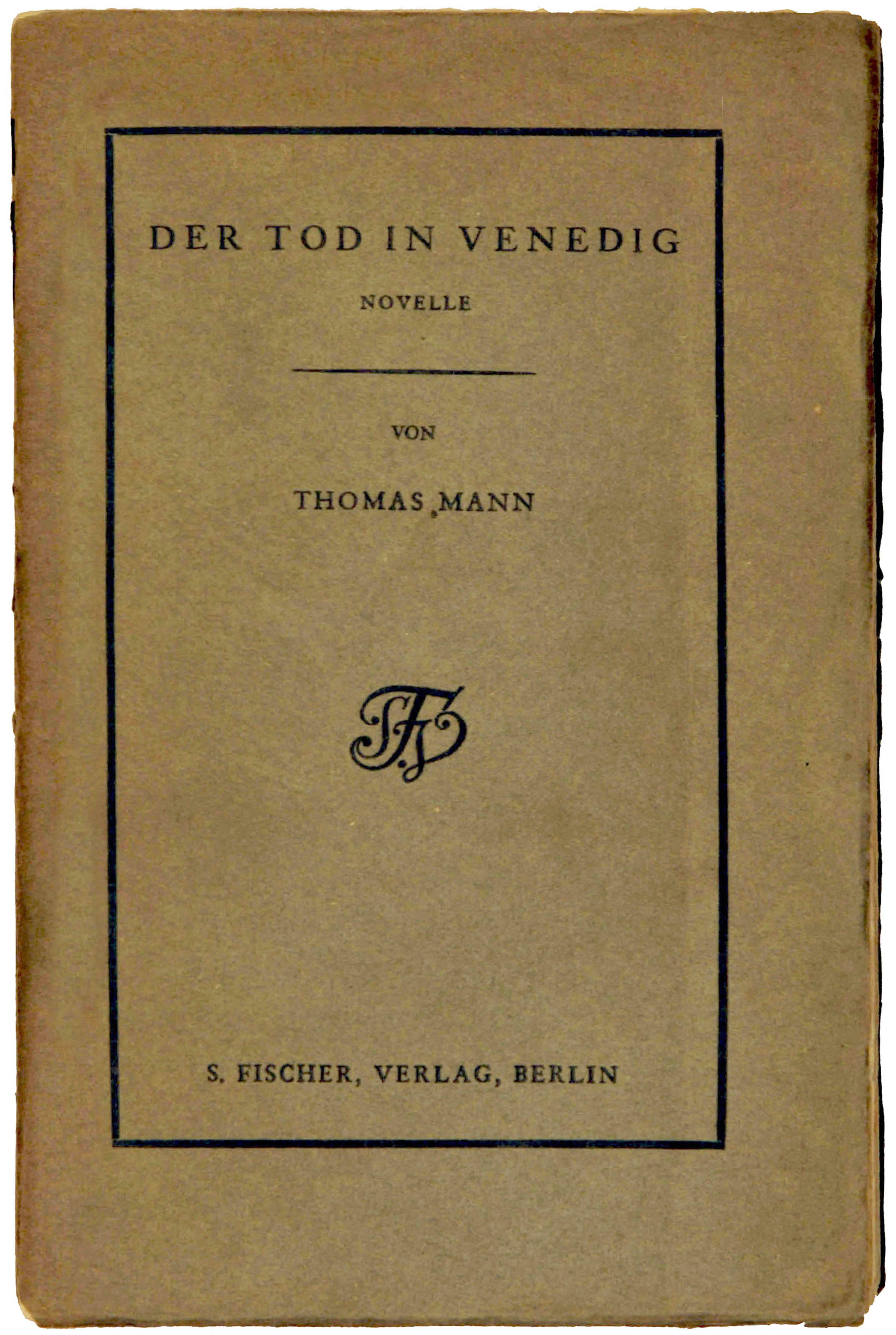
3. Druck 1913, Broschur S. Fischer, Berlin

- Thomas Mann: Der Tod in Venedig. S. Fischer, Frankfurt am Main 1992, ISBN 3-596-11266-4, 139 S.
- Thomas Mann: Der Tod in Venedig. (Sonderausgabe). S. Fischer, Frankfurt am Main 2007, ISBN 978-3-596-17549-9, 139 Seiten

### Sekundärliteratur
- Gilbert Adair: The Real Tadzio: Thomas Mann’s „Death in Venice“ and the Boy Who Inspired It. Carroll & Graf, 2001 (Deutsche Übersetzung: Adzio und Tadzio, Edition Epoca, 2002) (zu Władysław Moes)
- Ehrhard Bahr: „Der Tod in Venedig“. Erläuterungen und Dokumente. Reclam, Stuttgart 1991.
- Andreas Blödorn: „Wer den Tod angeschaut mit Augen“ – Phantastisches im „Tod in Venedig“? In: Thomas Mann Jahrbuch 24 (2011), S. 57–72.
- Ernst Braches: Kommentar zum Tod in Venedig. De Buitenkant, Amsterdam 2016, ISBN 978-94-90913-56-4.
- Manfred Dierks: Studien zu Mythos und Psychologie bei Thomas Mann. An seinem Nachlaß orientierte Untersuchungen zum „Tod in Venedig“, zum „Zauberberg“ und zur „Joseph-Tetralogie“. In: Thomas Mann Studien. Band 2. Bern 1972.
- Werner Frizen: Der Tod in Venedig (= Oldenbourg Interpretationen. Nr. 61). München 1993, ISBN 3-486-88660-6.
- Guido Fuchs (Hrsg.): Tadzios Brüder. Der „schöne Knabe“ in der Literatur. Monika Fuchs, Hildesheim 2015, ISBN 978-3-940078-42-1.
- Rolf Füllmann: Der Tod in Venedig. In: Rolf Füllmann: Thomas Mann. Baden-Baden 2021, S. 147–169, ISBN 978-3828844674.
- Ursula Geitner: Männer, Frauen und Dionysos um 1900: Aschenbachs Dilemma. In: Kritische Ausgabe. 1, 2005, 4 ff. ISSN 1617-1357.
- Wilhelm Große: Erläuterungen zu Thomas Mann: Der Tod in Venedig (= Textanalyse und Interpretation. Band 47). C. Bange Verlag, Hollfeld 2012, ISBN 978-3-8044-1987-2.
- Martina Hoffmann: Thomas Manns Der Tod in Venedig. Eine Entwicklungsgeschichte im Spiegel philosophischer Konzeptionen. Lang, Frankfurt am Main 1995, ISBN 3-631-48782-7.
- Alexander Honold, Arne Klawitter (Hrsg.): Thomas Mann, „Der Tod in Venedig“ und die Grenzgänge des Erzählens. Interkulturelle Analysen. Schwabe, Basel 2023. ISBN 978-3-7965-4578-8.
- Tobias Kurwinkel: Apollinisches Außenseitertum. Konfigurationen von Thomas Manns „Grundmotiv“ in Erzähltexten und Filmadaptionen des Frühwerks. Mit einem unveröffentlichten Brief von Golo Mann zur Entstehung der Filmadaption „Der kleine Herr Friedemann“. Königshausen & Neumann, Würzburg 2012, ISBN 978-3-8260-4624-7
- Hans Mayer: Thomas Mann. Suhrkamp, Frankfurt am Main 1980, ISBN 3-518-03633-5.
- Hans Dieter Mennel: Psychopathologie und Zeitanalyse in Thomas Manns Roman „Zauberberg“. In: Medizinhistorische Mitteilungen. Zeitschrift für Wissenschaftsgeschichte und Fachprosaforschung. Band 36/37, 2017/2018 (2021), S. 199–220, passim.
- Hans W. Nicklas: Thomas Manns Novelle „Der Tod in Venedig“. Analyse des Motivzusammenhangs und der Erzählstruktur. In: Josef Kunz, Ludwig Erich Schmitt (Hrsg.): Marburger Beiträge zur Germanistik. Band 21. Marburg 1968.
- Holger Pils, Kerstin Klein: Wollust des Untergangs – 100 Jahre Thomas Manns „Der Tod in Venedig“. Wallstein, Göttingen 2012, ISBN 978-3-8353-1069-8.
- Thomas Sprecher (Hrsg.): Liebe und Tod – in Venedig und anderswo. Die Davoser Literaturtage 2004. Klostermann, Frankfurt am Main 2005, ISBN 978-3-465-03438-4.
- Hans Wysling unter Mitwirkung von Marianne Fischer (Hrsg.): Thomas Mann. (=Dichter über ihre Dichtungen. Bd. 14, 1975–81) Heimeran [München] und S. Fischer Ffm. 1975 (=Tl. 1: 1889–1917), S. 393–449.
- Hans Wysling: Dokumente und Untersuchungen. Beiträge zur Thomas-Mann-Forschung. Bern 1974.
- Hans Wysling, Yvonne Schmidlin: Thomas Mann. Ein Leben in Bildern. Artemis, Zürich 1994, S. 198–203.

Der Wikipedia-Artikel Der Tod in Venedig ist in die Bibliographie Thomas-Mann-Leser und -Forscher der FU Berlin aufgenommen.